# Fabrice Hadjadj
Fabrice Hadjadj (Nanterre, 15 de setembre de 1971), és un escriptor i filòsof francès, director de l'Institut Philanthropos. Els seus principals llibres estan dedicats a la crítica de la tecnologia i la corporeïtat de l'ésser humà.

## Biografia
Hadjadj va néixer en Nanterre. Els seus pares eren jueus d'origen tunisià i eren d'ideologia maoista. En la seva adolescència, era ateu i anarquista, mantenint una actitud nihilista fins que, el 1998, es va convertir al catolicisme. El seu llibre Réussir sa mort: Anti-méthode pour vivre va guanyar el «gran premi catòlic de literatura» en 2006. Actualment Hadjadj ensenya filosofia i literatura a Toulon. Està casat amb l'actriu Siffreine Michel. Tenen quatre filles i dos fills. En 2014, Hadjadj va ser nomenat com a membre del Consell Pontifici per als Laics.

## Publicacions
- Traité de Bouddhisme zen à l'usage du bourgeois d'Occident (amb el pseudònim Tetsuo-Marcel Kato), Éditions du PARC, 1998
- Et les violents s'en emparent, Éditions Les Provinciales, 1999
- A quoi sert de gagner le monde: Une vie de saint François Xavier, Éditions Les Provinciales, 2002; edició revisada 2004 (Play)
- La terre chemin du ciel, Éditions du Cerf, 2002
- La salle capitulaire (amb Gérard Breuil), Éditions Les Provinciales, 2003 (monòlegs per acompanyar un exposició de Breuil)
- Arcabas: Passion Résurrection, Éditions du Cerf, 2004 (obra de teatre per acompanyar un políptic d'Arcabas)
- Réussir sa mort: Anti-méthode pour vivre, Presses de la Renaissance, 2005 (Grand Prix catholique de littérature)
- Massacre des Innocents: Scènes de ménage et de tragédie, Éditions Les Provinciales, 2006 (Play)
- La profondeur des sexes: Pour une mystique de la chair, Éditions du Seuil, 2008
- L'agneu mystique: Le retable des frères Van Eyck, Éditions de l'Oeuvre, 2008
- Pasiphaé: ou comment l'on devient la mère du Minotaure, Éditions Desclée de Brouer, 2009 (Play)
- La foi des dėmons: ou l'athéisme dépassé, Éditions Salvator, 2009
- Le jugement dernier: Le retable de Beaune, Éditions de l'Oeuvre, 2010
- Le Paradis à la porte: Essai sur une joie qui dérange, Éditions du Seuil, 2011
- Job: ou la torture des amis, Éditions Salvator, 2011
- Comment parler de Dieu aujourd'hui: Anti-manuel d'évangélisation, Éditions Salvator, 2012
- Résurrection, Mode d'emploi, Magnificat, 2015 (edició francesa)
- The Resurrection: Experience Life in the Risen Christ, Magnificat, 2015 (edició anglesa)
- Dernières nouvelles de l'homme (et de la femme aussi), Éditions Tallandier, 2017, ISBN 9791021029835